# Władysław Turowicz
Władysław Józef Marian Turowicz (ur. 23 kwietnia 1908 w Zudyrze na Syberii, zm. 8 stycznia 1980 w Karaczi) – polski inżynier, generał Pakistańskich Sił Powietrznych (ang. Pakistan Air Force, PAF) i ich współtwórca.

## Życiorys
Urodził się na Syberii, gdzie jego ojciec budował kolej transsyberyjską. W czasie wojny domowej w Rosji przedostał się z rodziną do Polski.  Od najmłodszych lat zafascynowany lotnictwem, ukończył studia na Wydziale Lotnictwa Inżynieryjnego Politechniki Warszawskiej. Na stopień podporucznika został mianowany ze starszeństwem z 1 stycznia 1936 i 48. lokatą w korpusie oficerów aeronautyki, grupa liniowa.
Gdy rozpoczęła się wojna, był rezerwistą polskiego lotnictwa, potem służył w brytyjskim lotnictwie jako inspektor techniczny, organizując i testując samoloty, dokonywał też analiz wypadków lotniczych jako „crash inspector”. Miał numer służbowy RAF P-0881. Żona, Zofia Turowicz, towarzyszyła mężowi w wyprawach do miejsc wypadków, pomagając mu często w nawigacji w czasie gęstej mgły.
Ze względu na słaby wzrok nie mógł być pilotem. Po zakończeniu II wojny światowej, kiedy sytuacja polityczna w Polsce nie zapowiadała się pomyślnie dla polskich żołnierzy walczących w Anglii, z zadowoleniem przyjął ofertę wyjazdu do Pakistanu, złożoną przez przywódcę Pakistanu Muhammada Ali Jinnaha. Władysław Turowicz mający doświadczenie w organizowaniu i wyposażeniu sił powietrznych, które nabył w Anglii (Farnborough), wraz z grupą 30 polskich wyższych oficerów lotnictwa i techników przybył do Karaczi (w 1948). Jego zadaniem było zorganizowanie i szkolenie sił powietrznych Pakistanu. Trzyletni kontrakt z Pakistańskimi Siłami Powietrznymi (PAF) przekształcił się w stałą i pełną awansów przez 18 lat pracę. Początkowo prowadził szkolenie techniczne w bazie lotniczej wraz z częścią polskich specjalistów w sekcji technicznej w Karaczi. Później zostali przeniesieni do Peszawaru.
W 1952 w randze porucznika objął stanowisko dowódcy bazy Pakistańskich Sił Powietrznych w Chaklala. Zofia Turowicz, która w marcu 1949 razem z córkami przyleciała do Pakistanu początkowo pracowała również w PAF jako instruktorka szybowcowa, później podjęła pracę nauczycielki przedmiotów ścisłych w Szkole Amerykańskiej w Karaczi.
W 1959 Władysław Turowicz awansował do stopnia Air Wing Captain (pułkownika). W 1960 objął stanowisko zastępcy dowódcy Sztabu Sił Powietrznych do spraw szkolenia (Assistant Chief of Air Staff). W 1965 uruchomił produkcję części zapasowych do samolotów. Przeszedł na emeryturę w 1967 ze stanowiska zastępcy dowódcy Sztabu Sił Powietrznych do spraw szkolenia (Assistant Chief of Air Staff) w randze Air Commodore (generała).
Jeszcze w 1966 został skierowany do pracy w renomowanym i prestiżowym Space & Upper Atmosphere Research Committee (SUPARCO), w 1967 został jego komendantem. Kierował przygotowaniem programu rakietowego i kosmicznego (satelity) oraz pakistańskich astronautów. Blisko współpracował z Abdusem Salamem, pakistańskim fizykiem teoretycznym, późniejszym noblistą. W Stanach Zjednoczonych przekonał kierownictwo NASA do szkolenia pakistańskich specjalistów rakietowych. Przy współpracy z Amerykanami stworzył projekt rakiet balistycznych krótkiego i średniego zasięgu, w tym pierwszych pakistańskich rakiet typu „Rehbar-1”. Brał również udział w rozwoju pakistańskiego programu nuklearnego i orbitalnych lotów bezzałogowych.
W SUPARCO stworzył szkołę kształcącą inżynierów astronautyki.
Za wkład w rozwój pakistańskiego lotnictwa i programu rakietowych pocisków balistycznych otrzymał wiele odznaczeń, m.in. ordery: Sitara i Pakistan (Gwiazdę Pakistanu, 1965), Tamgha i Pakistan (Medal Pakistanu, 1967), Sitara i Khidmat (Gwiazdę służby cywilnej, 1967), Sitara e Quaid e Azam (Gwiazdę Wielkiego Przywódcy, 1971).
Promował też walkę z narkotykami.
W późniejszych latach jego sprawność ruchowa została znacznie ograniczona ze względu na uraz kręgosłupa, który prawdopodobnie był skutkiem wypadku motocyklowego, któremu uległ jeszcze w czasie studiów. Zofia Turowicz przestała pracować w 1970, aby zająć się chorym mężem.
Władysław Turowicz zmarł 8 stycznia 1980 wskutek wypadku samochodowego, w którym ucierpiał także jego kierowca. Pochowano go na cmentarzu chrześcijańskim Gora Qabristan w Karaczi. 14 sierpnia 2006 (w dniu Święta Niepodległości Pakistanu oraz w przeddzień Dnia Wojska Polskiego) odsłonięto pomnik generała Władysława Turowicza w sali głównej Muzeum Pakistańskich Sił Powietrznych w Karaczi upamiętniający jego zasługi dla PAF. Inny pomnik stoi w SUPARCO w Lahore.
Czworo dzieci Turowiczów otrzymało wykształcenie w szkołach w Karaczi i Wielkiej Brytanii. Syn jest naukowcem w SUPARCO.
W IPN odnaleziono zapisy SB dotyczące generała i jego żony. Dokumentacja sporządzona przez Departament I MSW (wywiad) ma nr OCH-002349/70.